# Ciekupie
Ciekupie (lit. Čiekupis) – opuszczona wieś na Litwie leżąca 5 km od Twerecza, nad rzeką Birwitą.

## Historia
W dwudziestoleciu międzywojennym zaścianek Ciekupie leżał w granicach II Rzeczypospolitej w gminie wiejskiej Twerecz, w powiecie święciańskim, w województwie wileńskim. Mieszkańcy podlegali pod parafię w Twereczu.
Po agresji ZSRR na Polskę w 1939 roku wieś została zajęta przez Armię Czerwoną i włączona do BSRR, a w 1940 do LSRR. W latach 1941–1944 pod okupacją niemiecką. Następnie leżała w LSRR. Od 1991 roku w Republice Litewskiej.